# Mentalismo

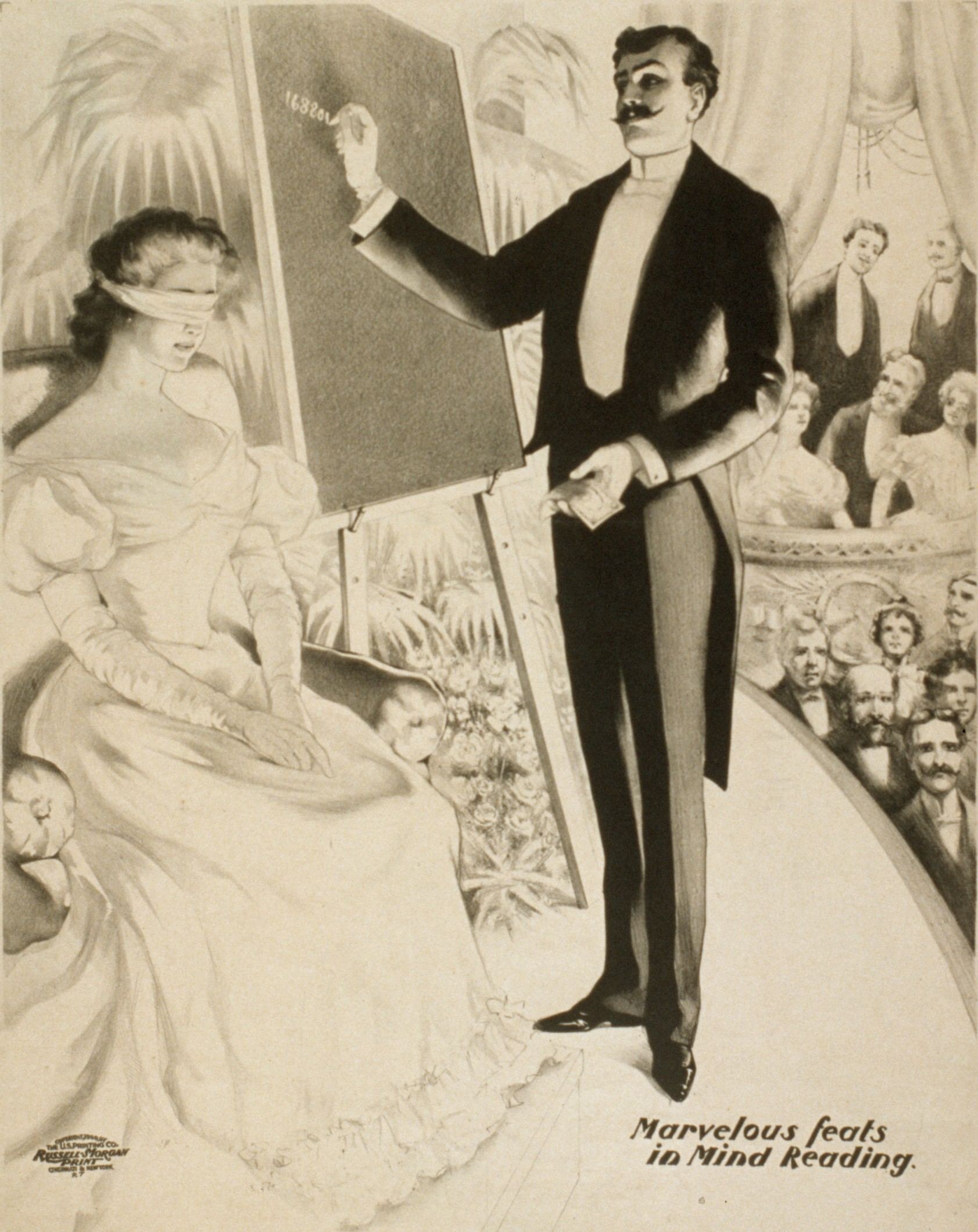
Una representación teatral de principios del en la que se hace una lectura mental.

Según la Real Academia Española, mentalismo es la teoría filosófica que no tiene en cuenta las experiencias objetivas y trata de resolver los problemas exclusivamente mediante procesos mentales, pero es también una controvertida rama del ilusionismo.
El mentalismo es un arte de ejecución antiguo en el cual el practicante utiliza la agilidad mental, principios de la magia escénica o sugestión para hacer una ilusión de lectura mental, psicoquinesis, precognición, clarividencia o control mental. Una de las ejecuciones de mentalismo más antiguas de las cuales se tiene registro fue realizada por el mago Girolamo Scotto en 1572.
El mentalismo es una rama del ilusionismo pero algunos mentalistas, como Bob Cassidy aseguran que el mentalismo como arte escénico es un arte independiente y diferente de la magia o el ilusionismo.
En los primeros momentos de la Psicología Científica, también por la influencia del dualismo cartesiano (mente-cuerpo), surgen dos alternativas sobre su objeto de estudio:
- Mentalista, centrada en lo mental e interesada por los hechos de la conciencia. Comenzó con el estructuralismo elementalista antiguo y llega hasta la psicología cognitiva.
- Fisicalista, centrada en lo corporal; surge como rechazo al mentalismo y defiende sólo los hechos observables directamente. Produjo el paradigma del conductismo.

## Psiquismo, mentalismo y misticismo
| Psiquismo                                                                                    | Mentalismo                                                                            | Misticismo                                                                 |
| -------------------------------------------------------------------------------------------- | ------------------------------------------------------------------------------------- | -------------------------------------------------------------------------- |
| Clariaudiencia Materialización Clarividencia Mediumnidad Adivinación Curación por magnetismo | Super-audición Invención Super-visión Mediación Planificación Curación por la ciencia | Empatía Creatividad Visión mística Telepatía Pre-visión Curación por la fe |

Las diferencias entre estos tres conceptos están determinadas por el nivel de conciencia del "actor dramático", en lo concerniente al uso de sus facultades, y en su relación entre lo consciente y lo inconsciente. El psíquico considera que tiene poderes como la clarividencia, la clariaudiencia o la adivinación. El mentalista es inteligentemente consciente de sus habilidades, es una personalidad guiada por su mente y considera que los poderes del psíquico son fraudulentos. El místico cree en el reino de Dios, con su propia vida y fenómenos, y considera que puede iluminar su mente mediante la meditación y desarrollar poderes como la intuición o la telepatía. Tales diferencias surgen el establecer relaciones entre el cerebro, la mente y la conciencia. Roger Penrose concibe una relación entre la unicidad de consciencia y el paralelismo cuántico, fundamenta la consciencia en el principio antrópico que dice: El mundo es necesariamente como es porque hay seres humanos que se preguntan por qué es así. Fritjof Capra desarrolla esos paralelismos entre el misticismo y la física atómica. En el misticismo oriental, la mente, como entretejido de objetos y sucesos, siempre incluye al observador humano y a su consciencia. El mentalismo in Francia es representado por Jean-François Gérault.

## Mentalistas famosos
| - Theodore Annemann - Profesor Rochy - Anthony Blake - Banachek - Keith Barry - David Berglas - Derren Brown - Kuda Bux - Bob Cassidy - Javier Luxor - Chan Canasta - Corinda - Joseph Dunninger - Uri Geller - Marc Salem - Haim Goldenberg - Luca Volpe - The Amazing Kreskin - Al Koran - Max Maven - Gerry McCambridge - Richard Osterlind - Marc Paul - The Piddingtons - James Randi - The Zancigs - Toni Bright - Patrick Jane - Peter Turner - Luke Jermay |

## Figuras históricas
Se cree que las técnicas mentalistas pueden, en ocasiones, ser usadas fuera de la industria del entretenimiento para influenciar las acciones de personas prominentes para objetivos personales o políticos aunque según los mentalistas, la postura habitual y más ética del mentalista es manifestarse en contra de aquellos que emplean sus mismas habilidades para estafar y engañar, en lugar de para crear entretenimiento o espectáculo.
Ejemplos famosos de este tipo de practicantes:
- Erik Jan Hanussen
- Grigori Rasputín
- Wolf Messing
- Cagliostro

## Mentalismo en la cultura popular
En el inconsciente colectivo de la humanidad la idea se ha introducido en forma de dualismo, de separación entre el cerebro y la mente, de la lucha entre ángeles y demonios. Se considera que en el cuerpo hay un morador que puede presentarse como demonio o como genio, creencia que ha sido codificada en mitos y símbolos. El principio de mentalismo ha sido conocido a través del kybalión. El concepto de magia y el uso de la hipnosis son retomados por la Programación neurolingüística en los años setenta.
A la habilidad para comprender y predecir la conducta de otras personas, sus conocimientos, sus intenciones, sus emociones
y sus creencias, se le ha denominado teoría de la mente, concepto a su vez relacionado con cognición social, mentalización, psicología popular, psicología intuitiva o conducta intencional.

### Series
- El Mentalista: Es definido como un manipulador magistral de la mente y el comportamiento, su protagonista, Patrick Jane, se dedicaba  a usar sus habilidades de deducción e interpretación para resolver crímenes.
- Lie to Me: El personaje interpretado por Tim Roth ayuda a la policía a resolver casos analizando el lenguaje corporal de testigos y sospechosos, para descubrir cuando éstos mienten.
- Médium: Basada en la médium Allison DuBois. Una ayudante de fiscal propone ayudar a resolver los casos judiciales, basándose en sus visiones.
- Monk: Detective que presenta un trastorno obsesivo-compulsivo, lo que deja entrever una función básica de la mente, la de clasificar y ordenar información.
- Perception: Un neuropsiquiatra que trabaja como consultor para el FBI aborda las situaciones desde la neurociencia.
- Psych: Aunque el protagonista de esta serie no se define como mentalista, usa habilidades no sobrenaturales para simular tener poderes psíquicos.
- Deception: Un ilusionista se convierte en consultor del FBI para resolver crímenes extraños, utilizando la tecnología para crear el engaño.